# Дипломатический паспорт гражданина Российской Федерации
Дипломатический паспорт гражданина Российской Федерации — один из основных документов, удостоверяющих личность гражданина РФ, по которому осуществляется пересечение границы Российской Федерации. Выдаётся лишь отдельной категории граждан России.

## Правила пользования
Дипломатический паспорт является собственностью Российской Федерации и после завершения срока служебной командировки за пределы территории Российской Федерации подлежит возврату в организацию, направившую гражданина Российской Федерации в служебную командировку за пределы территории Российской Федерации.

### Визовые требования
По сравнению с владельцами общегражданских и служебных паспортов, обладатели дипломатических паспортов пользуются правом облегченного и безвизового въезда в ряд стран, в частности, в государства — участники Шенгенского соглашения и Индию. В то же время визовые требования могут распространяться и на эту категорию граждан (например, виза требуется для посещения Великобритании, Канады, США, ряда арабских государств и т. д.)
Поскольку дипломатические и служебные паспорта не подразумевают поездок в туристических целях, на их обладателей не распространяется часть соглашений о безвизовом въезде. Предварительное получение визы в дипломатический паспорт требуется для посещения Турции,  Черногории, Израиля, Доминиканской Республики, Бангладеш и других стран, в которые без виз можно въезжать по общегражданским заграничным паспортам (ОЗП) РФ.

## Категории граждан, которым осуществляется выдача дипломатического паспорта
Дипломатический паспорт выдается федеральным органом исполнительной власти, ведающим вопросами иностранных дел, в соответствии со статьёй 12 федерального закона «О порядке выезда из Российской Федерации и въезда в Российскую Федерацию»:
- лицам, которые в соответствии с Венской конвенцией 1961 года о дипломатических сношениях и другими международными договорами Российской Федерации при выезде за пределы территории Российской Федерации для исполнения возложенных на них служебных обязанностей обладают дипломатическим иммунитетом;

- дипломатическим работникам федерального органа исполнительной власти, ведающего вопросами иностранных дел;

- Президенту Российской Федерации;

- сенаторам Российской Федерации;

- депутатам Государственной Думы Федерального Собрания Российской Федерации;

- иным лицам согласно перечню, утверждаемому Президентом Российской Федерации.

Утверждённый в 2012 году перечень иных лиц включал 56 пунктов. В 2020 году он был расширен до 57 пунктов.